# 小林憲太郎
小林 憲太郎（こばやし けんたろう、1974年 - ）は、日本の法学者（刑法）。立教大学法学部法学科教授。指導教官は西田典之。大阪府出身。

## 略歴
- 1996年 - 司法試験第二次試験合格
- 1997年3月 - 東京大学法学部私法コース（I）卒業
- 1999年3月 - 東京大学大学院法学政治学研究科民刑事法専攻修士課程修了
- 1999年4月 - 千葉大学法経学部助手
- 2001年12月 - 千葉大学法経学部助教授
- 2004年4月 - 立教大学法学部法学科助教授
- 2007年4月 - 立教大学法学部法学科准教授（法科大学院兼担）
- 2011年4月 - 立教大学法学部法学科教授

## 主著
- 『因果関係と客観的帰属』（弘文堂、2003年）。合法則的条件関係一段階説を唱えた。
- 書評「照沼亮介著『体系的共犯論と刑事不法論』（弘文堂、2005年）」刑事法ジャーナル3号128頁（2006年）
- 『アクチュアル刑法総論』（弘文堂、2005年）。共著、若手刑法学者らによる。
- 『刑法的帰責―フィナリスムス・客観的帰属論・結果無価値論』（弘文堂、2007年）
- （今井猛嘉、島田聡一郎、橋爪隆）『刑法各論　LEGAL QUEST〔第2版〕』（有斐閣、2013年・初版2007年）
- （同上）『刑法総論　LEGAL QUEST〔第2版〕』（有斐閣、2012年・初版2009年）
- （島田聡一郎）『事例から刑法を考える〔第3版〕』（有斐閣、2014年・初版2009年）
- 『刑法総論（ライブラリ現代の法律学）』（サイエンス社、2014年）
- 『刑法総論の理論と実務』（判例時報社、2018年）